# Edgar Wöhlisch
Edgar Gustav Wilhelm Wöhlisch (* 6. September 1890 in Danzig; † 22. November 1960 in Würzburg) war ein deutscher Mediziner und Physiologe.

## Leben
Edgar Wöhlisch war der Sohn des in Zoppot wohnhaften Kaufmanns Rudolf Wöhlisch und dessen Ehefrau Johanna, geborene Kaeseberg. Er machte am Königlichen Gymnasium zu Danzig Abitur, studierte an der Ludwig-Maximilians-Universität München und der Albertus-Universität Königsberg Medizin und erhielt im August 1914 die ärztliche Approbation. Anschließend leistete er Kriegsdienst, aus dem er am 31. Oktober 1917 mit dem Befund Diphteriebazillenträger entlassen wurde. Am 14. Februar 1918 wurde er in Königsberg mit der Dissertation Untersuchungen über Typhus- und Paratyphus-Immunität in ihrer Beziehung zu bakteriziden Stoffen des inaktivierten Menschenserums zum Dr. med. promoviert, studierte an der Technischen Hochschule Danzig Chemie, Physik und Mathematik, setzte das Studium ab dem Wintersemester 1919/20 an der Universität Königsberg fort und wurde im Mai 1921 in Königsberg mit der Arbeit Molekularer Brechungskoeffizient, sein additives Verhalten und seine Verwendbarkeit zur Konstitutionsbestimmung zum Dr. phil. promoviert. Ab Februar 1920 war er Assistent an der Medizinischen Klinik in Kiel, habilitierte sich am 2. März 1923 für Innere Medizin an der Christian-Albrechts-Universität zu Kiel, wirkte ab Mai 1924 als Lehrbeauftragter für Physiologie an der Julius-Maximilians-Universität Würzburg und wurde am 4. März 1927 zum nichtbeamteten a.o. Professor berufen. Im Oktober 1928 wechselte er an das Physiologische Institut der Ruprecht-Karls-Universität Heidelberg und wurde hier 1929 zum a. o. Professor berufen. Ab 1. Mai 1932 als Nachfolger von Maximilian von Frey bis zu seiner Emeritierung im Jahr 1957 wirkte Edgar Wöhlisch, der mit Schwerpunkt zur Physiologie der tierischen Bindegewebe und der Muskelthermodynamik forschte, als ordentlicher Professor und Vorstand des Physiologischen Institutes an der Julius-Maximilians-Universität in Würzburg. 
Im Jahr 1938 wurde er als Mitglied in die Deutsche Akademie der Naturforscher Leopoldina aufgenommen.
Er war seit 1927 verheiratet mit Gerda Hildegard Anna Gräfin von Rittberg (1905–1966), Enkeltochter des Heinrich von Rittberg. Das Ehepaar hatte 2 Söhne.

## Denunziationsaffäre Otto Hett
Edgar Wöhlisch, der zum 1. Mai 1937 der NSDAP beitrat (Mitgliedsnummer 5.119.936) und auch der SA angehörte, denunzierte 1938 seinen Assistenten Otto Hett (1913–1944) mehrfach bei den nationalsozialistischen Behörden dahingehend, dass der angehende Arzt sich das Ehrenzeichen der HJ erschwindelt habe, geäußert habe, er werde nach Rußland gehen, verdächtige Auslandsbeziehungen unterhalte und Äußerungen gegen das NS-Regime mache. Hett wurde kurz darauf verhaftet und bei einer Hausdurchsuchung wurden zwei belastende Briefkopien gefunden. In einem Schreiben an den damaligen Kardinalstaatssekretär Eugenio Pacelli und späteren Papst Pius XII. wies Hett auf das schwere Schicksal der deutschen Katholiken hin und in einem weiteren an das Colegio de Estudios Superiores Deusto in Bilbao gerichteten Brief beklagte er fehlende Existenzmöglichkeiten für sich als junger Mediziner in Deutschland, die er mit seiner religiösen und politischen Haltung begründete. 
Das Sondergericht in Bamberg verurteilte Otto Hett am 5. Juni 1939 wegen zweier Vergehen gegen das Heimtückegesetz zu vierzehn Monaten Gefängnis. Nach der Strafverbüßung folgte seine Einweisung in das KZ Dachau und am 8. Dezember 1941 seine Verlegung in das KZ Lublin (Häftlingsnummer 15). Im Juli 1944 wurde Otto Hett, der im Lager als Häftlingsarzt wirkte und unter den Mitgefangenen den Ruf eines ehrbaren Mannes und Arztes hatte, ermordet.
Nach dem Krieg ermittelten Spruchkammer und Staatsanwaltschaft in Würzburg den Sachverhalt dieser Denunziation und kamen nach den durch den Direktor der Universitäts-Nervenklinik in Freiburg Kurt Beringer und den ordentlichen Professor für Psychiatrie und Neurologie an der Ludwig-Maximilians-Universität München Werner Wagner erstellten Gutachten zu dem Ergebnis, dass Edgar Wöhlisch sich für seine Briefe, mit denen er Otto Hett anzeigte, nicht zu verantworten braucht, da er zu diesen Zeiten vorübergehend geschäftsunfähig gewesen sei.

## Schriften (Auswahl)
- Untersuchungen über Typhus- und Paratyphus-Immunität in ihrer Beziehung zu bakteriziden Stoffen des inaktivierten Menschenserums. Königsberg, 1917
- mit Fritz Eisenlohr: Molekularer Brechungskoeffizient, sein additives Verhalten und seine Verwendbarkeit zur Konstitutionsbestimmung. 1920 (ZENODO)
- 25 Jahre Röntgenstrahlenforschung. In: Ergebnisse der Inneren Medizin und Kinderheilkunde, Julius Springer, Berlin 1922, S. 1–41
- Die Physiologie und Pathologie der Blutgerinnung. In: Ergebnisse der Physiologie, 28, 1929, S. 443–624
- Fortschritte in der Physiologie und Pathologie der Blutgerinnung. In: Klinische Wochenschrift, 11, 1932, S. 161–164